# William J. Burke

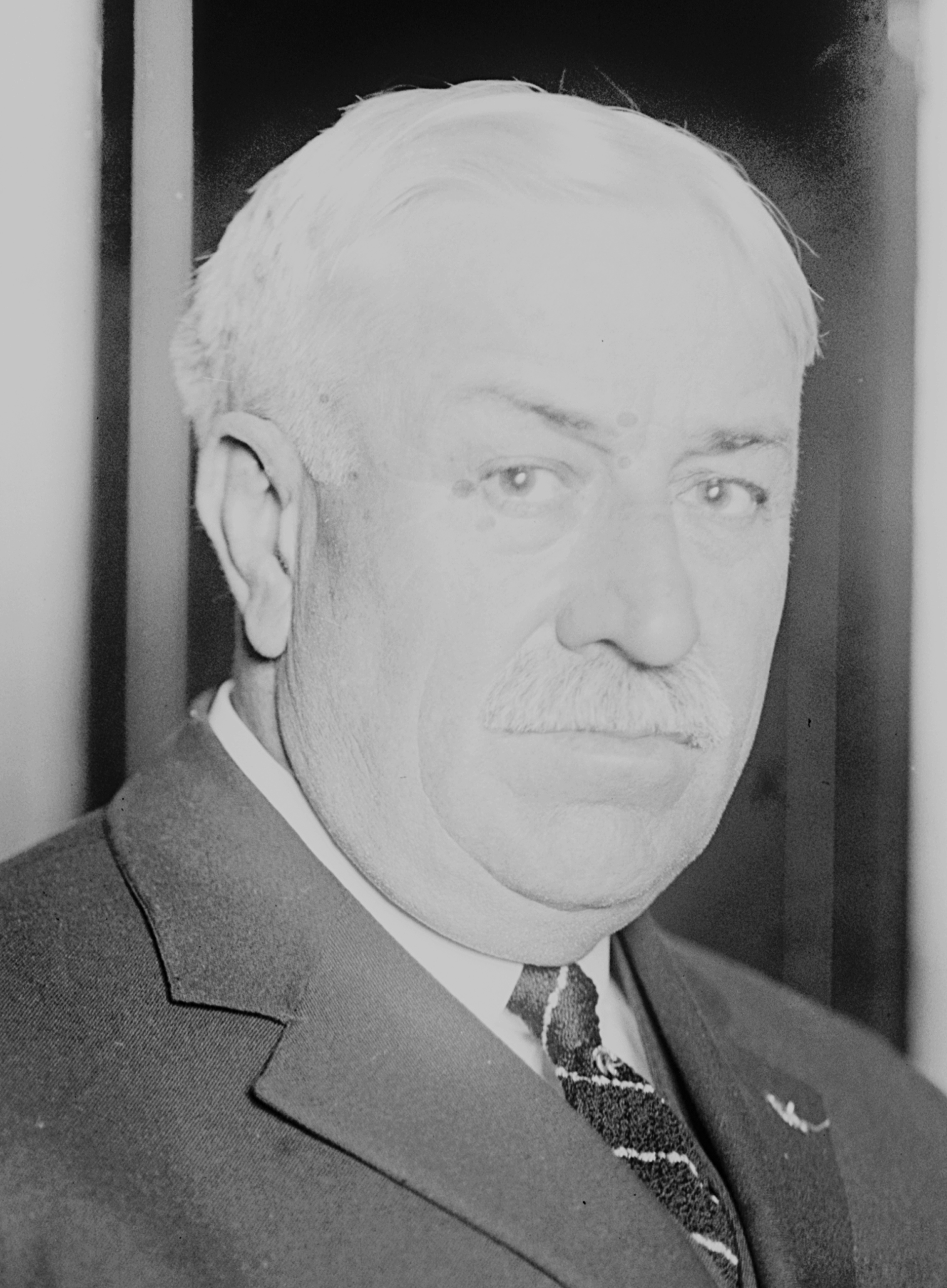
William J. Burke

William Joseph Burke (* 25. September 1862 bei London, England; † 7. November 1925 in Callery Junction, Pennsylvania) war ein US-amerikanischer Politiker. Zwischen 1919 und 1923 vertrat er den Bundesstaat Pennsylvania im US-Repräsentantenhaus.

## Werdegang
Im Jahr 1866 kam William Burke mit seinen Eltern aus seiner englischen Heimat nach Reynoldsville in Pennsylvania. Er besuchte die öffentlichen Schulen seiner neuen Heimat und arbeitete mit zwölf Jahren in den dortigen Kohleminen. Ab 1878 war er in Pittsburgh für die Eisenbahn tätig. Später schlug er als Republikaner eine politische Laufbahn ein. Vier Jahre lang gehörte er dem Gemeinderat der damals selbständigen Stadt Allegheny an. Heute ist diese Kommune ein Teil Pittsburghs. Von 1906 bis 1910 war er Mitglied des Stadtrats von Pittsburgh. Ab 1904 war er auch im Ölgeschäft tätig. William Burke engagierte sich zudem in der Gewerkschaft der Eisenbahner und nahm dort zeitweise führende Positionen ein. Zwischen 1914 und 1918 saß er im Senat von Pennsylvania sowie in den Jahren 1918 und 1919 nochmals im Stadtrat von Pittsburgh.
Bei den Kongresswahlen des Jahres 1918 wurde Burke im 33. Wahlbezirk von Pennsylvania in das US-Repräsentantenhaus in Washington, D.C. gewählt, wo er am 4. März 1919 die Nachfolge von John Roger Kirkpatrick Scott antrat. Nach einer Wiederwahl konnte er bis zum 3. März 1923 zwei Legislaturperioden im Kongress absolvieren. In den Jahren 1919 und 1920 wurden der 18. und der 19. Verfassungszusatz ratifiziert. Dabei ging es um das Verbot des Handels mit alkoholischen Getränken bzw. um die bundesweite Einführung des Frauenwahlrechts.
Im Jahr 1922 verzichtete Burke auf eine weitere Kandidatur für das US-Repräsentantenhaus. Stattdessen bewarb er sich erfolglos um einen Sitz im US-Senat. Nach dem Ende seiner Zeit im US-Repräsentantenhaus arbeitete Burke wieder für die Gewerkschaftsbewegung. Er wurde Vorsitzender des General Committee of the Brotherhood of Railroad Conductors. Außerdem war er wieder im Ölgeschäft und zusätzlich in der Landwirtschaft tätig. William Burke starb am 7. November 1925 auf seinem Anwesen im Butler County und wurde in Pittsburgh beigesetzt.